# أنري كاتسو
أنري كاتسو (勝杏里 كاتسو أنري) هو مؤدي أصوات ياباني ولد في 3 يوليو 1977 في يوكوهاما.

## أدواره في الأنمي

### مسلسلات أنمي تلفزيونية
- فايري تايل - كاغياما, تشاباتي لولا
- خيميائي الفولاذ: فل ميتال ألكيميست - دولشيتو
- سبايدر رايدرز - سليت
- إندكس معينة خاصة بالسحر - موتوهارو تسوتشيميكادو
- إندكس معينة خاصة بالسحر II - موتوهارو تسوتشيميكادو
- إندكس معينة خاصة بالسحر III - موتوهارو تسوتشيميكادو
- ناروتو - يوروي أكادو (الصوت الثاني)
- ناروتو شيبودن - يوروي أكادو
- بوروتو: ناروتو نكست جينيريشنز - كوتارو فوما
- نانا - ناوكي فوجييدا
- بلاك كات - بالدورياس إس فالغيني, ريس دونوفان
- الخادم الأسود - دروسيل كاينز
- نايت رايد 1931 - نيشيو
- هيرومان - أمانوريخ
- شيكاباني هيمي: كورو - توموهارو كيشيبي
- غينتاما - كايكي
- أمير التنس - كينزو
- يوغي GX - بيير
- غزو! فتاة الحبار - كلارك
- غيلتي كراون - آرغو تسوكيشيما
- هيوغيمونو - كوبوري ساكوسكي
- هجوم العمالقة - نايل دوك
- هجوم العمالقة: الثانوية - نايل دوك
- إينيشال دي Fifth Stage - مقلد تاكومي
- لاست إكسايل: فام ذات الأجنحة الفضية - إيغناس
- بوكيمون إكس/واي - تييرنو
- البؤساء: الفتاة كوزيت - ماريوس
- هاجيمي نو إيبو Rising - ميغيل زيل
- سورد آرت أونلاين II - غينرو
- مغامرة جوجو الغريبة: ستارداست كروسيدرز - شاكا
- طوكيو غول - إنجي كوما
- طوكيو غول √A - إنجي كوما
- فافنر في السماء الزرقاء EXODUS - ديلان بارزيل
- كونكريت ريفولوتيو: فنتازيا الخوارق - دي
- باك مان ومغامرات الأشباح - سبايرال
- فصل الاغتيال - تيبّي أراكي
- دايز - إيجي
- كاردفايت!! فانغارد (2018) - مينامي كاوانامي

### أفلام انمي
- إيفانجيليون: 3.0 أنت (لا) تستطيع الإعادة - هيديكي تاما

## أدواره في ألعاب الفيديو
- سلسلة ألعاب سوبر روبوت وورز - فوليا إيست
- ذا وورلد إندز ويث يو - كوكي كاريا

## أدواره في الدبلجة اليابانية
- أبطال النينجا - مايكل أنجلو
- تي إم إن تي - مايكل أنجلو
- هيروز - أليخاندرو هيريرا
- كامب روك - جيسون
- هانا مونتانا - كيفن جوناس
- كيك وتاوسكي - جنثر

## وصلات خارجية
- أنري كاتسو على موقع IMDb (الإنجليزية)
- أنري كاتسو على موقع ميوزك برينز (الإنجليزية)
- أنري كاتسو على موقع قاعدة بيانات الفيلم (الإنجليزية)
- أنري كاتسو على موقع كينوبويسك (الروسية)
- أنري كاتسو على موقع ANN person (الإنجليزية)

- صفحة IMDb